# Thomas Erskine Holland
Thomas Erskine Holland, född 17 juli 1835, död 24 maj 1926, var en brittisk rättslärd.
Holland var 1874-1910 lärare, från 1910 professor i juridik i Oxford och en framstående kännare av internationell rätt. Förutom arbeten i allmän rättsvetenskap, såsom Elements of jurisprudence (1880, 10:e upplagan 1906), utgav Holland Studies in international law (1898) och The laws and customs of war on land (1908).